# Јоцо Тарабић
Јоцо Тарабић (Тржић, код Слуњ, 7. јануар 1916 — Београд, 8. новембар 1995), учесник Народноослободилачке борбе, генерал-потпуковник ЈНА и народни херој Југославије.

## Биографија
Рођен је 7. јануара 1916. године у селу Тржићу, код Слуња, у сиромашној сељачкој породици. Основну школу завршио је у родном селу, а трговачко звање стекао у Винковцима. Извесно је време радио у Тржићу и Огулину, а 1936. године је отишао у војску, у којој је завршио Подофицирску и Пилотску школу.
Почетак Другог светског рата у Југославији затекао га је у чину наредника-пилота. Априла 1941. године, успео је да побегне из сабирног логора у Загребу и вратио се кући у Тржић. У данима успоставе НДХ, био је сведоком усташких злочина над локалним српским становништвом. Иако никад пре није имао контакта са комунистичким идејама, убрзо је ступио у контакт са комунистима у свом крају и укључио се у припреме за оружани устанак.
Био је један од првих бораца партизанског одреда „Тржић”, затим борац у Тоболићкој чети Трећег батаљона Другог кордунашког партизанског одреда. У току рата био је на разним војним дужностима:
- командир Првог партизанског одреда „Тржић“,
- оперативни официр и заменик команданта Трећег батаљона Другог кордунашког одреда,
- заменик и командант Прве кордунашке бригаде,
- начелник Штаба Осме кордунашке дивизије,
- шеф оперативног одељења Четвртог хрватског корпуса,
- командант Осме ударне кордунашке дивизије.

Августа 1941. године истакао се у рушењу моста на Мрежници, код Тржића, где је с осталим борцима цео дан задржавао чету жандара и домобрана, који су били послани у појачање домобранској посади у Примишљу. Почетком 1942, Тарабић је заједно с командантом Трећег батаљона Другог кордунашког одреда, Мићом Бараћем, на челу јединице јуришао на утврђену жандарску посаду у Тржићу. Након погибије команданта Бараћа, Јоцо је преузео команду над одредом. Након пада посаде и заробљавања жандара и муниције, био је похваљен и постављен за оперативног официра Трећег батаљона. Надаље се истакао 1943. године у биткама код Цетинграда, Кладуше и Цазина, у нападу на Ласињу, на јако усташко упориште Крашић, у борбама за Бихаћ, Дубраву, Босиљево, Перјасицу, у борби против 372. легионарске дивизије код Трошмарије, затим у борбама на Жумберку и у операцијама за ослобођење Југославије у Истри и код Трста.
Током рата је био рањаван више пута. Први пут је лако рањен у Тоболићу 1942. године, а 1944. тешко у борби с немачким војницима код Крашића. После излечења је наставио борбу. Поново је био тешко рањен 2. августа 1945. код Звечаја, у борбама против убачених усташких крижарских група.
После завршетка рата, остао је у служби у Југословенској народној армији (ЈНА). Вршио је функцију начелника Инвалидског одељења Пете армије, начелника одељења у Персоналној управи ЈНА, одговорног уредника часописа „Војни гласник“ и начелника Војно-издавачког завода ЈНА. Завршио је Вишу војну академију ЈНА. Пензионисан у чину генерал-потпуковника ЈНА, 1974. године.
Био је активан и у раду друштвено-политичких организација. У два мандата је био посланик у Сабору СР Хрватске. Био је председник Савеза за спорт и рекреацију инвалида Србије.
Умро је 8. новембра 1995. године у Београду и сахрањен је у Алеји народних хероја на Новом гробљу у Београду.
Носилац је Партизанске споменице 1941. и других југословенских одликовања, међу којима су — Орден заслуга за народ са златном звездом, Орден братства и јединства са златним венцем, Орден партизанске звезде са сребрним венцем, два Ордена за храброст и Орден партизанске звезде са пушкама. Орденом народног хероја одликован је 27. новембра 1953. године.